# Munakata

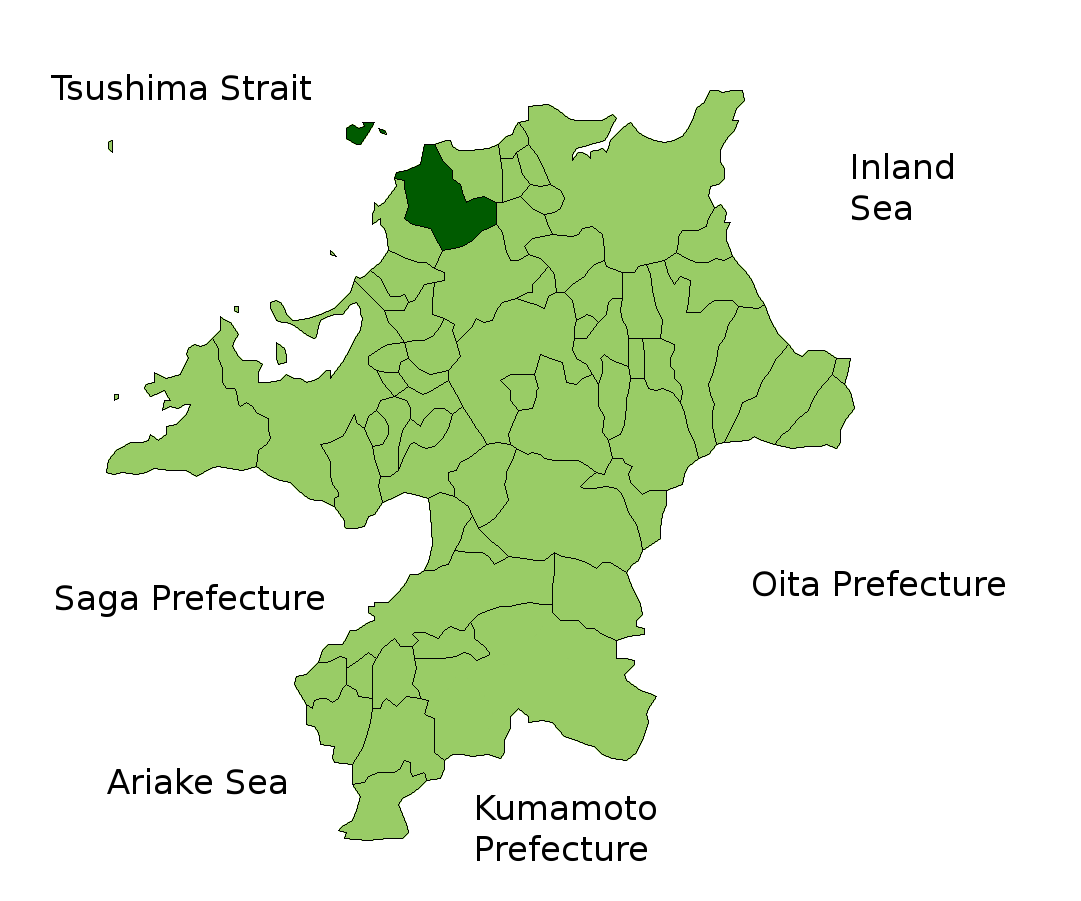

Munakata (宗像市 Munakata-shi?) este un municipiu din Japonia, prefectura Fukuoka.